# Europeo promedio estándar
La noción de lengua europea promedio o europeo promedio estándar (Esperanto: Eŭropa averaĝa normo o EAN) fue introducida por Benjamin Whorf (1939) en un artículo titulado "La Rilato De Kutima Penso kaj Konduto al Lingvo" / "The Relation of Habitual Thought and Behavior to Language" para destacar las características comunes de las lenguas indoeuropeas de Europa. Whorf argumentaba en su artículo que estas lenguas se caracterizan por un buen número de semejanzas gramaticales, desarrolladas como resultado de un proceso de convergencia, que las hicieron diferentes tanto de otras lenguas del mundo como de sus antecesoras filogenéticas.

## Introducción
Una de las advertencias que Whorf hacía, es que frecuentemente muchos lingüistas tienen un conocimiento preponderante de lenguas europeas, lo cual sesga su intuición sobre la diversidad lingüística hacia lo que es frecuente en estas lenguas, confundiéndolo con lo que puede ser universal o abundante. Por ejemplo, prácticamente todas las lenguas indoeuropeas de Europa tienen género gramatical (masculino/femenino o masculino/femenino/neutro), mientras que en el mundo apenas un 20% de las lenguas conocidas tiene distinciones de género y muchas veces se basan en otras oposiciones (animado/inanimado, humano/no-humano, etc.). En cierto modo las lenguas indoeuropeas de Europa, han evolucionado siguiendo líneas paralelas, por lo que existen ciertos rasgos de evolución convergente o de área lingüística (en algunas zonas como Los Balcanes que en sí mismos constituyen una subárea lingüística más marcada, la evolución convergente es más evidente).
En uno de los ejemplos más famosos de Whorf, comparaba lo que él llama el sistema de tiempo gramatical del SAE (Standard Average European) con el sistema que tiene el hopi, que Whorf analizaba como una distinción no propiamente de tiempo gramatical, sino más basada la distinción entre lo ocurrido (modo realis) que en el SAE frecuentemente se expresa mediante presente o pasado, con lo no-ocurrido (modo irrealis) que puede usar el futuro pero a veces otras cosas como el subjuntivo o el condicional. Para Whorf esta diferencia en la organización de los eventos, tenía que tener consecuencias cognitivas o hábitos mentales diferentes (aunque posteriormente el análisis de Whorf del tiempo Hopi fue cuestionado por otros autores). De hecho, Whorf usó ese tipo de argumentos para sostener una forma de relativismo lingüístico conocido usualmente como hipótesis whorfiana que en parte había sido adelantada por Edward Sapir.
Whorf consideraba el tipo de características presentes en las lenguas romances y las lenguas germánicas occidentales modernas parte integral del núcleo de las características del europeo promedio estándar, es decir, las lenguas de tradición escrita de Europa influidas por el latín medieval. Por otra parte, las lenguas germánicas septentrionales o las lenguas baltoeslavas tienden a ser más periféricas y no compartir algunos de los rasgos más sobresalientes del europeo promedio estándar.
Alexander Gode, que tuvo un papel destacado en el desarrollo de interlingua, retomó la noción de Whorf y acuñó propiamente la expresión "Standard Average European". Y consideró explícitamente características de las lenguas romances, germánicas y de las lenguas eslavas para muchos aspectos de interlingua, que por tanto refleja la mayor parte de las características del Sprachbund asociado al europeo promedio estándar.

## Europeo promedio estándar comoSprachbund
Martin Haspelmath (2001) ha defendido la tesis de que el europeo promedio estándar es un caso de Sprachbund caracterizado por las siguientes características, a veces llamadas "euroversales lingüísticos" por analogía con los universales lingüísticos:
1. Existencia de artículos definidos e indefinidos (e.g. en español el, la, los y las en contraste con un, una, unos y unas. En inglés the en contraste con a);
2. Las oraciones de relativo son postnominales y van introducidos por pronombres relativos sensibles al caso (e.g. English who frente a whose, en español el/la que, al que / a la que);
3. Existencia de una forma de perfecto formado con el verbo 'haber' más un participio pasivo (e.g. en inglés I have said, español he dicho, alemán ich habe gesagt);
4. Preponderancia a codificar el papel temático de experimentador como sujeto de un predicado, es decir, los experimentadores aparecen como sujetos en la estructura superficial y aparecen en caso nominativo (en inglés I like music en lugar de Music pleases me, aunque en español se tiene Me gusta la música que no usa un sujeto sintáctico para codificar al experimentador);
5. Una construcción pasiva formada con un participio más un verbo copulativo e intranstivo (en inglés I am known 'soy alguien conocido [aquí]', en español fui operado en el Hospital);
6. Abundancia de verbos anticausativos en pares de verbo incoativo-verbo causativo (por ejemplo en inglés, The snow melts 'la nieve se derrite' frente a The sun melts the ice 'el sol derrite el hielo', aquí la forma intranstiva se deriva de la transitiva).
7. Uso de poseedores externos en dativo (alemán: Die Mutter wusch dem Kind die Haare, español: La madre le lavó el cabello al niño, en lugar de una construcción del tipo 'La madre lavó el cabello del niño', portugués Ela lavou-lhe o cabelo '(Ella) lavó su cabello').
8. Uso de la negación verbal mediante un indefinido (español: nadie lo oyó, inglés: nobody listened)
9. Las comparaciones de no igualdad usan partículas gramaticales como enlace (español: más grande que un elefante, inglés: bigger than an elephant, latín: maior Ø elephante / maior quam elephante).
10. Las comparaciones de igualdad se basan frecuentemente en oraciones de relativo adverbiales (francés: grand comme un élephant, español: tan grande como un elefante).
11. Las marcas verbales de persona son marcadores estrictos de concordancia, es decir, el verbo se flexiona según la persona y el número del sujeto. En muchas lenguas además los pronombres sujeto no pueden ser obviados como sucede en inglés, alemán, sueco, francés o finés, aunque las marcas de personas verbal no sean ambiguas en cuanto a persona).[4][5]
12. Diferenciación entre intensificadores y anáforas reflexivos (alemán: intensificador selbst / reflexivo sich).